# XK8
XK8は大韓民国のS&T大宇が開発したブルパップ方式の試作アサルトライフルである。DAR-21（daewoo assault rifle 21）の別称も使用される。

## 概要
XK8は、韓国軍の主力小銃であるK2の更新を目的として開発された。本銃はかつてのK2の開発計画とは異なり、S&T大宇が独自で企画・開発したものである。
2005年にはS&T大宇が国防部に対してXK8のフィールドテストを提案したが、当時の国防部はK11複合型小銃（いわゆる韓国版OICW）をK2の後継として運用することを想定していた為、実施されなかった。
K11複合型小銃の配備計画が事実上撤回された現在においても、国防部はK2の改良型であるK2CおよびK2C1を主力小銃として運用する方針であり、XK8がK2シリーズを更新する可能性は低い。
また、海外へのセールスも行っているが、運用実績が皆無であることも影響し、採用例は現在のところ一切無い。

## 特徴
XK8の構造はK2をそのままブルパップ方式に改修したものであると誤解されることがあるが、K2の作動機構はロングストロークピストン式であるのに対し、XK8はショートストロークピストン式を採用しているなど差異があり、メーカー側の担当者はあくまで新規設計であると語っている。
XK8のフレームはポリマー素材を使用しており、右側に排莢口、左側にコッキングレバーを備えている。セレクターはセーフティ、セミオート、3バースト、フルオートの4ポジションである。
使用弾倉はM16およびK2と共通のSTANAG マガジンである。
また、ピカティニーレールには標準アタッチメントとして3倍率照準器とレーザーサイトが装備されている。

## 登場作品

### ゲーム
『クロスファイア』（PC用FPSゲーム）
DAR-21として登場する。